# چیگوسا ایکدا
چیگوسا ایکدا (انگلیسی: Chigusa Ikeda؛ زادهٔ ۵ ژوئن ۱۹۷۶) صداپیشگی در ژاپن، و بازیگر اهل ژاپن است.